# Tôgen Anki - La Légende du sang maudit
Tôgen Anki - La Légende du sang maudit (桃源暗鬼, Tōgen Anki) est un manga écrit et dessiné par Yura Urushibara (ja). Il est pré-publié dans le magazine Weekly Shōnen Champion de l'éditeur Akita Shoten depuis juin 2020. La version française est publiée par l'éditeur Kana depuis février 2022.
Une adaptation en anime, produite par le studio Studio Hibari, est diffusée depuis le 11 juillet 2025.

## Synopsis
Shiki Ichinose est un adolescent rebelle qui vit avec son père adoptif, Tsuyoshi. Un jour, ils sont soudainement attaqués par un assassin. Shiki apprend qu'il est en vérité un Oni et que Tsuyoshi était auparavant un Momotarou chasseur d'Oni avant de quitter son clan pour l'élever. Après la mort de Tsuyoshi, Shiki se retrouve au milieu du conflit de longue date entre les Oni et les Momotarou alors qu'il jure de survivre et de se venger de la mort de son père.

## Personnages
Shiki Ichinose (一ノ瀬 四季, Ichinose Shiki)
Voix japonaise : Kazuki Ura (ja) / Hiroki Tōchi (ja) (jeune)
Naito Mudano (無陀野 無人, Mudano Naito)
Voix japonaise : Hiroshi Kamiya
Jin Kougasaki (西山宏太朗, Kōgasaki Jin)
Voix japonaise : Koutaro Nishiyama (ja)
Homare Byobugaura (屏風ヶ浦 帆稀, Byōbugaura Homare)
Voix japonaise : Manaka Iwami (ja)
Ikari Yaoroshi (矢颪 碇, Yaoroshi Ikari)
Voix japonaise : Shogo Sakata (ja)
Juji Yusurube (遊摺部 従児, Yusurube Jūji)
Voix japonaise : Natsuki Hanae
Rokuro Kiriyama (手術岾 ロクロ, Kiriyama Rokuro)
Voix japonaise : Kaito Miura
Kuina Sazanami (漣 水鶏, Sazanami Kuina)
Voix japonaise : Aimi (ja)
Kyoya Oiranzaka (花魁坂 京夜, Oiranzaka Kyōya)
Voix japonaise : Ryōhei Kimura (ja)
Tsubakiri Momomiya (桃宮唾切, Momomiya Tsubakiri)
Voix japonaise : Daisuke Kishio
Yomogi Momokusa (桃草蓬, Momokusa Yomogi)
Voix japonaise : Mariya Ise
Tsuyoshi Ichinose (一ノ瀬剛志, Ichinose Tsuyoshi)
Voix japonaise : Tsuyoshi Koyama (ja)
Samidare Momoya (桃屋五月雨, Momoya Samidare)
Voix japonaise : Yasunori Masutani (ja)
Principal (校長, Kōchō)
Voix japonaise : Megumi Ogata

## Manga
Tôgen Anki - La Légende du sang maudit est écrit et dessinée par Yura Urushibara (ja) est pré-publié dans le magazine Weekly Shōnen Champion de l'éditeur Akita Shoten à partir du 11 juin 2020. Les chapitres sont rassemblés et édités dans le format tankōbon par Akita Shoten, avec le premier volume publié le 8 octobre 2020 au Japon. Le 8 juillet 2025, la série comporte au total 25 volumes tankōbon.
Le 14 octobre 2021, la maison d'édition Kana annonce la publication française de la série dont les deux premiers tomes qui sortent le 4 février 2022,.
Une série spin-off écrite et dessinée par Dōma Oda, nommée Tougen Anki Gaiden: Tsuki to Sakura no Kyōsō Kyoku (桃源暗鬼外伝 月と桜の狂騒曲) commence sa publication le 6 juin 2025 dans le même magazine Monthly Shōnen Champion du même éditeur.

### Liste des volumes
| no | Japonais         | Japonais                                                                 | Français          | Français          |
| no | Date de sortie   | ISBN                                                                     | Date de sortie    | ISBN              |
| -- | ---------------- | ------------------------------------------------------------------------ | ----------------- | ----------------- |
| 1  | 8 octobre 2020   | 978-4-253-28001-3                                                        | 4 février 2022    | 978-2-505-11374-4 |
| 2  | 8 janvier 2021   | 978-4-253-28002-0                                                        | 4 février 2022    | 978-2-505-11375-1 |
| 3  | 8 mars 2021      | 978-4-253-28003-7                                                        | 1er avril 2022    | 978-2-505-11376-8 |
| 4  | 8 juin 2021      | 978-4-253-28004-4                                                        | 3 juin 2022       | 978-2-505-11377-5 |
| 5  | 6 août 2021      | 978-4-253-28005-1                                                        | 26 août 2022      | 978-2-505-11378-2 |
| 6  | 8 octobre 2021   | 978-4-253-28006-8                                                        | 21 octobre 2022   | 978-2-505-11442-0 |
| 7  | 8 décembre 2021  | 978-4-253-28007-5                                                        | 2 décembre 2022   | 978-2-505-11443-7 |
| 8  | 8 mars 2022      | 978-4-253-28008-2                                                        | 17 février 2023   | 978-2-505-12045-2 |
| 9  | 6 mai 2022       | 978-4-253-28009-9                                                        | 21 avril 2023     | 978-2-505-12050-6 |
| 10 | 7 juillet 2022   | 978-4-253-28010-5                                                        | 30 juin 2023      | 978-2-505-12051-3 |
| 11 | 8 septembre 2022 | 978-4-253-28011-2                                                        | 18 août 2023      | 978-2-505-12052-0 |
| 12 | 8 novembre 2022  | 978-4-253-28012-9                                                        | 6 octobre 2023    | 978-2-505-12054-4 |
| 13 | 6 janvier 2023   | 978-4-253-28013-6                                                        | 1er décembre 2023 | 978-2-505-12055-1 |
| 14 | 7 avril 2023     | 978-4-253-28014-3                                                        | 2 février 2024    | 978-2-505-12486-3 |
| 15 | 8 juin 2023      | 978-4-253-28015-0                                                        | 24 mai 2024       | 978-2-505-12495-5 |
| 16 | 8 août 2023      | 978-4-253-28016-7                                                        | 5 juillet 2024    | 978-2-505-12496-2 |
| 17 | 8 novembre 2023  | 978-4-253-28017-4                                                        | 6 septembre 2024  | 978-2-505-12497-9 |
| 18 | 5 janvier 2024   | 978-4-253-28018-1                                                        | 8 novembre 2024   | 978-2-505-12498-6 |
| 19 | 7 mars 2024      | 978-4-253-28019-8                                                        | 10 janvier 2025   | 978-2-505-12499-3 |
| 20 | 8 mai 2024       | 978-4-253-28531-5 (édition standard) 978-4-253-28020-4 (édition limitée) | 14 mars 2025      | 978-2-505-13332-2 |
| 21 | 6 septembre 2024 | 978-4-253-28532-2 (édition standard) 978-4-253-28533-9 (édition limitée) | 16 mai 2025       | 978-2-505-13347-6 |
| 22 | 8 janvier 2025   | 978-4-253-28534-6 (édition standard) 978-4-253-28535-3 (édition limitée) | 11 juillet 2025   | 978-2-505-13348-3 |
| 23 | 8 avril 2025     | 978-4-253-28537-7 (édition standard) 978-4-253-28536-0 (édition limitée) | 26 septembre 2025 | 978-2-505-13349-0 |
| 24 | 6 juin 2025      | 978-4-253-28539-1 (édition standard) 978-4-253-28538-4 (édition limitée) | 14 novembre 2025  | 978-2-505-13350-6 |
| 25 | 6 juin 2025      | 978-4-253-28541-4 (édition standard) 978-4-253-28540-7 (édition limitée) | 1er février 2026  | 978-2-505-14294-2 |
| 26 | 8 octobre 2025   | 978-4-253-00451-0                                                        |                   |                   |

## Pièce de théâtre
En décembre 2023, une adaptation en pièce de théâtre est annoncée. Elle se déroule au Tennozu Galaxy Theater à Tokyo du 17 au 24 février 2024, et au Umeda Arts Theater dans la salle Theater Drama City à Osaka du 29 février au 3 mars de la même année.

## Anime
En mai 2024, il est annoncé que la série aura une adaptation en anime.Elle sera produite par Studio Hibari et réalisée par Ato Nonaka, avec Hiroyuki Hashimoto en tant que assistant réalisateur.  Yukie Sugawara compose le scénario, Ryoko Amisaki s'occupe du design des personnages; et Kohta Yamamoto (ja) compose la musique sous le label Pony Canyon. La série est diffusée à partir du 11 juillet 2025 au Japon sur le bloc de programme Friday Anime Night (ja)  sur Nippon TV et les chaines affilées. Remow a autorisé la série à être diffusée simultanément sur Crunchyroll et d'autres services tels que Samsung TV Plus (Amérique du Nord), Anime Onegai (Amérique latine), Bandplay (Brésil), Animation Digital Network (plusieurs territoires européens), Anime Generation (Italie) et Anime Key (Moyen-Orient et Afrique du Nord). Elle est également diffusée en simulcast sur Netflix et Prime Video dans la plupart des pays en dehors de l'Asie.
The Oral Cigarettes (ja) interprète le générique de début intitulé Overnight, tandis que Band-Maid interprète le générique de fin intitulé What is Justice?.

### Liste des épisodes
| No | Titre français                         | Titre japonais                | Titre japonais                         | Date de 1re diffusion |
| No | Titre français                         | Kanji                         | Rōmaji                                 | Date de 1re diffusion |
| -- | -------------------------------------- | ----------------------------- | -------------------------------------- | --------------------- |
| 1  | Sang d'Oni                             | 鬼の血                        | Oni no chi                             | 11 juillet 2025       |
| 2  | Il vous faudra enchaîner les victoires | 成し遂げたいなら、 勝ち続けろ | Nashitogetai Nara, kachi tsudzukero    | 18 juillet 2025       |
| 3  | Hémocorrosion : effusion               | 血蝕解放                      | Kesshoku kaihō                         | 25 juillet 2025       |
| 4  | Collaboration                          | 協力しろ                      | Kyōryoku shiro                         | 1er août 2025         |
| 5  | Les Détraqués                          | ヤバい奴                      | Yabai yatsu                            | 8 août 2025           |
| 6  | La cruauté a des limites               | 外の道にも限度があるだろう    | Soto no michi ni mo gendo ga aru darou | 15 août 2025          |
| 7  | Belle et redoutable                    | 美人は手ごわい                | Bijin wa tegowai                       | 22 août 2025          |

## Jeu vidéo
Un jeu vidéo de rôle édité par Com2uS, intitulé Tougen Anki: Crimson Inferno (桃源暗鬼 Crimson Inferno), est annoncé en mars 2025 pour les appareils mobiles et PC. Il sera présenté au Tokyo Game Show de 2025.

## Réception
En février 2022, le manga comptait plus de 1,2 million d'exemplaires en circulation ; plus de 1,85 million d'exemplaires en circulation en novembre 2022 ; plus de 2,2 millions d'exemplaires en circulation en mars 2023 ; plus de 2,6 millions d'exemplaires en circulation en décembre 2023 ; et plus de 3 millions d'exemplaires en circulation en mai 2024.
La série a été nommée pour la 10e édition du Next Manga Awards 2024 dans la catégorie imprimée. la série s'est classée septième au deuxième E-book Award 2024 de Rakuten Kobo dans la catégorie « Je veux le livrer au monde ! Meilleur manga recommandé ».

### Annotations
1. ↑  Les titres français de l'adaptation en anime proviennent de Animation Digital Network.

### Œuvres
Édition japonaise
1. 1 2  (ja) « 桃源暗鬼 第1巻 », sur Akita Shoten (consulté le 12 août 2025)
2. 1 2  (ja) « 桃源暗鬼 第2巻 », sur Akita Shoten (consulté le 12 août 2025)
3. 1 2  (ja) « 桃源暗鬼 第3巻 », sur Akita Shoten (consulté le 12 août 2025)
4. 1 2  (ja) « 桃源暗鬼 第4巻 », sur Akita Shoten (consulté le 12 août 2025)
5. 1 2  (ja) « 桃源暗鬼 第5巻 », sur Akita Shoten (consulté le 12 août 2025)
6. 1 2  (ja) « 桃源暗鬼 第6巻 », sur Akita Shoten (consulté le 12 août 2025)
7. 1 2  (ja) « 桃源暗鬼 第7巻 », sur Akita Shoten (consulté le 12 août 2025)
8. 1 2  (ja) « 桃源暗鬼 第8巻 », sur Akita Shoten (consulté le 12 août 2025)
9. 1 2  (ja) « 桃源暗鬼 第9巻 », sur Akita Shoten (consulté le 12 août 2025)
10. 1 2  (ja) « 桃源暗鬼 第10巻 », sur Akita Shoten (consulté le 12 août 2025)
11. 1 2  (ja) « 桃源暗鬼 第11巻 », sur Akita Shoten (consulté le 12 août 2025)
12. 1 2  (ja) « 桃源暗鬼 第12巻 », sur Akita Shoten (consulté le 12 août 2025)
13. 1 2  (ja) « 桃源暗鬼 第13巻 », sur Akita Shoten (consulté le 12 août 2025)
14. 1 2  (ja) « 桃源暗鬼 第14巻 », sur Akita Shoten (consulté le 12 août 2025)
15. 1 2  (ja) « 桃源暗鬼 第15巻 », sur Akita Shoten (consulté le 12 août 2025)
16. 1 2  (ja) « 桃源暗鬼 第16巻 », sur Akita Shoten (consulté le 12 août 2025)
17. 1 2  (ja) « 桃源暗鬼 第17巻 », sur Akita Shoten (consulté le 12 août 2025)
18. 1 2  (ja) « 桃源暗鬼 第18巻 », sur Akita Shoten (consulté le 12 août 2025)
19. 1 2  (ja) « 桃源暗鬼 第19巻 », sur Akita Shoten (consulté le 12 août 2025)
20. 1 2  (ja) « 桃源暗鬼 第20巻 », sur Akita Shoten (consulté le 12 août 2025)
21. ↑  (ja) « 桃源暗鬼 第20巻 特装版 », sur Akita Shoten (consulté le 12 août 2025)
22. 1 2  (ja) « 桃源暗鬼 第21巻 », sur Akita Shoten (consulté le 12 août 2025)
23. ↑  (ja) « 桃源暗鬼 第21巻 特装版 », sur Akita Shoten (consulté le 12 août 2025)
24. 1 2  (ja) « 桃源暗鬼 第22巻 », sur Akita Shoten (consulté le 12 août 2025)
25. ↑  (ja) « 桃源暗鬼 第22巻 特装版 », sur Akita Shoten (consulté le 12 août 2025)
26. 1 2  (ja) « 桃源暗鬼 第23巻 », sur Akita Shoten (consulté le 12 août 2025)
27. ↑  (ja) « 桃源暗鬼 第23巻 特装版 », sur Akita Shoten (consulté le 12 août 2025)
28. 1 2  (ja) « 桃源暗鬼 第24巻 », sur Akita Shoten (consulté le 12 août 2025)
29. ↑  (ja) « 桃源暗鬼 第24巻 特装版 », sur Akita Shoten (consulté le 12 août 2025)
30. 1 2  (ja) « 桃源暗鬼 第25巻 », sur Akita Shoten (consulté le 12 août 2025)
31. ↑  (ja) « 桃源暗鬼 第25巻 特装版 », sur Akita Shoten (consulté le 12 août 2025)
32. 1 2  (ja) « 桃源暗鬼 第26巻 », sur Akita Shoten (consulté le 12 août 2025)

Édition française
1. 1 2  « Tôgen Anki - La légende du sang maudit - Tome 1 », sur Kana (consulté le 12 août 2025)
2. 1 2  « Tôgen Anki - La légende du sang maudit - Tome 2 », sur Kana (consulté le 12 août 2025)
3. 1 2  « Tôgen Anki - La légende du sang maudit - Tome 3 », sur Kana (consulté le 12 août 2025)
4. 1 2  « Tôgen Anki - La légende du sang maudit - Tome 4 », sur Kana (consulté le 12 août 2025)
5. 1 2  « Tôgen Anki - La légende du sang maudit - Tome 5 », sur Kana (consulté le 12 août 2025)
6. 1 2  « Tôgen Anki - La légende du sang maudit - Tome 6 », sur Kana (consulté le 12 août 2025)
7. 1 2  « Tôgen Anki - La légende du sang maudit - Tome 7 », sur Kana (consulté le 12 août 2025)
8. 1 2  « Tôgen Anki - La légende du sang maudit - Tome 8 », sur Kana (consulté le 12 août 2025)
9. 1 2  « Tôgen Anki - La légende du sang maudit - Tome 9 », sur Kana (consulté le 12 août 2025)
10. 1 2  « Tôgen Anki - La légende du sang maudit - Tome 10 », sur Kana (consulté le 12 août 2025)
11. 1 2  « Tôgen Anki - La légende du sang maudit - Tome 11 », sur Kana (consulté le 12 août 2025)
12. 1 2  « Tôgen Anki - La légende du sang maudit - Tome 12 », sur Kana (consulté le 12 août 2025)
13. 1 2  « Tôgen Anki - La légende du sang maudit - Tome 13 », sur Kana (consulté le 12 août 2025)
14. 1 2  « Tôgen Anki - La légende du sang maudit - Tome 14 », sur Kana (consulté le 12 août 2025)
15. 1 2  « Tôgen Anki - La légende du sang maudit - Tome 15 », sur Kana (consulté le 12 août 2025)
16. 1 2  « Tôgen Anki - La légende du sang maudit - Tome 16 », sur Kana (consulté le 12 août 2025)
17. 1 2  « Tôgen Anki - La légende du sang maudit - Tome 17 », sur Kana (consulté le 12 août 2025)
18. 1 2  « Tôgen Anki - La légende du sang maudit - Tome 18 », sur Kana (consulté le 12 août 2025)
19. 1 2  « Tôgen Anki - La légende du sang maudit - Tome 19 », sur Kana (consulté le 12 août 2025)
20. 1 2  « Tôgen Anki - La légende du sang maudit - Tome 20 », sur Kana (consulté le 12 août 2025)
21. 1 2  « Tôgen Anki - La légende du sang maudit - Tome 21 », sur Kana (consulté le 12 août 2025)
22. 1 2  « Tôgen Anki - La légende du sang maudit - Tome 22 », sur Kana (consulté le 12 août 2025)
23. 1 2  « Tôgen Anki - La légende du sang maudit - Tome 23 », sur Kana (consulté le 12 août 2025)
24. 1 2  « Tôgen Anki - La légende du sang maudit - Tome 24 », sur Kana (consulté le 12 août 2025)
25. 1 2  « Tôgen Anki - La légende du sang maudit - Tome 25 », sur Kana (consulté le 12 août 2025)